# Restless & Dead
Restless & Dead – pierwszy album studyjny szwedzkiego zespołu muzycznego Witchery. Wydawnictwo ukazało się 2 października 1998 roku nakładem wytwórni muzycznej 
Necropolis Records. Nagrania zostały zarejestrowane w styczniu 1998 roku w Blue Hill Studios w Linköping.

## Lista utworów
Opracowano na podstawie materiału źródłowego.
| Nr  | Tytuł utworu                | Długość |
| --- | --------------------------- | ------- |
| 1.  | „The Reaper”                | 02:19   |
| 2.  | „Witchery”                  | 03:06   |
| 3.  | „Midnight at the Graveyard” | 03:32   |
| 4.  | „The Hangman”               | 04:00   |
| 5.  | „Awaiting the Exorcist”     | 03:18   |
| 6.  | „All Evil”                  | 03:21   |
| 7.  | „House of Raining Blood”    | 03:46   |
| 8.  | „Into Purgatory”            | 04:05   |
| 9.  | „Born in the Night”         | 05:11   |
| 10. | „Restless & Dead”           | 03:03   |
|     |                             | 35:41   |